# Crying in the Rain
Crying in the Rain är en låt skriven av Howard Greenfield och Carole King och ursprungligen inspelad av The Everly Brothers. Singeln nådde topp nr 6 på de amerikanska poplistorna 1962. 
Låten var det enda samarbetet mellan framgångsrika låtskrivarna Greenfield (text) och King (musik), som båda arbetade för Aldon Music vid tidpunkten då låten skrevs. Under ett infall beslutade två partnerskap på Aldon Music att byta låtskrivarpartner för en dag – Gerry Goffin (som vanligtvis arbetade med King) samarbetade med Greenfields skrivpartner, Jack Keller, samtidigt som King och Greenfield parades ihop för dagen. Trots den kommersiella framgången i deras samarbete skrev King och Greenfield aldrig fler låtar tillsammans.
1993 sjöng  Art Garfunkel och  James Taylor in en cover som kom ut på Garfunkels CD Up 'Til Now från 1993 - en skiva som delvis är ett samlingsalbum.

## Låtlista
| 1. | Crying in the Rain | Howard Greenfield, Carole King | 1:59 |

| 2. | I'm Not Angry | 'Jimmy Howard' (pseudonym för The Everly Brothers) | 1:58 |

## a-ha:s version
1989 spelade det norska popbandet a-ha in en coverversion av låten. Det var den första singeln från deras album East of the Sun, West of the Moon som kom att släppas 1990. Efter framgången blev a-ha närmare Everly Brothers, som ursprungligen hade spelat in låten. Bandmedlemmarna presenterades en uppsättning gitarrer av Everly Brothers som a-ha fortsätter att använda.  

### Format och låtlista

#### 7 ": Warner Bros. / W 9547 Storbritannien
1. "Crying in the Rain" (Albumversion) - 4:25
2. "(Seemingly) Nonstop July" - 2:55

#### 12 ": Warner Bros. / W 9547 T Storbritannien
1. "Crying in the Rain" (Albumversion) – 4:25
2. "(Seemingly) Nonstop July" – 2:55
3. "Cry Wolf" (Album Version) – 4:05

#### CD: Warner Bros. / W 9547CD Storbritannien
1. "Crying in the Rain" (Albumversion) – 4:25
2. "(Seemingly) Nonstop July" – 2:55
3. "Cry Wolf" (Albumversion) – 4:05

### Listplaceringar
| Lista (1990)                    | Högsta placering |
| ------------------------------- | ---------------- |
| Argentinian Singles Chart       | 1                |
| Australian Singles Chart        | 131              |
| Austrian Singles Chart          | 17               |
| Belgian Singles Chart           | 8                |
| Canadian RPM Top Singles        | 34               |
| Dutch GfK chart                 | 10               |
| Dutch Top 40                    | 11               |
| French Singles Chart            | 11               |
| German Singles Chart            | 6                |
| Irish Singles Chart             | 8                |
| Italian Singles Chart           | 14               |
| Norwegian Singles Chart         | 1                |
| Polish Singles Chart            | 2                |
| Swiss Singles Chart             | 21               |
| UK Singles Chart                | 13               |
| US Billboard Adult Contemporary | 26               |
| Yugoslavian Singles Chart       | 8                |